# Pfeilstorch

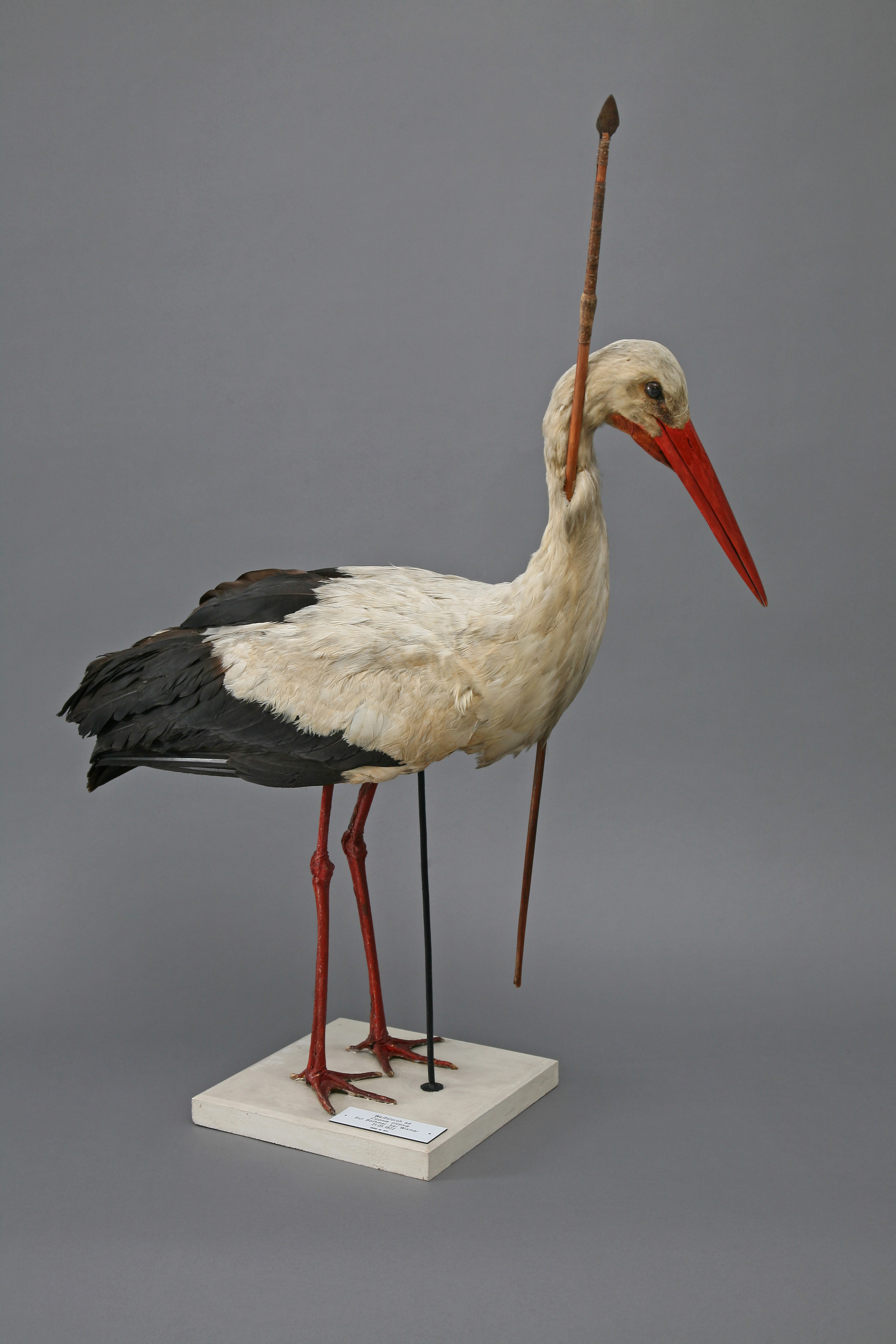
Rostocker Pfeilstorch

Pfeilstorch (alemán, denomina a una cigüeña migratoria atravesada por una flecha) es el nombre que se usa para indicar una cigüeña herida por una flecha cuando pasa el invierno en África y que vuelve a Europa con la flecha en su cuerpo. El primer ejemplo de una Pfeilstorch fue una cigüeña blanca muerta en el año 1822 en Alemania en el área de Mecklemburgo-Pomerania Occidental, cerca de la aldea Klütz. Esta cigüeña llevaba una flecha de África Central en su cuello. El espécimen fue disecado y se puede ver hoy en la colección zoológica de la universidad de Rostock. Por lo tanto a menudo es llamada la "Rostocker Pfeilstorch". Esta Pfeilstorch fue crucial para entender la migración de aves europeas y cambió el paradigma sobre ellas. Antes se creía que las aves como la cigüeña blanca o la golondrina común pasaban los meses fríos hibernando en la lejanía del mar, porque no se tenía ninguna otra explicación para su desaparición anual. Esta teoría fue sostenida por algunos científicos como Carlos Linneo. Con la aparición del ejemplar "Rostocker Pfeilstorch" se probó que las aves podían emigrar distancias largas durante el invierno hacia tierra firme y que no era probable que hibernasen en el mar. Hoy en día se conocen alrededor 25 casos de Pfeilstorchs que apoyan la teoría.